# Ophiacantha nutrix
Ophiacantha nutrix är en ormstjärneart som beskrevs av Margarita Baranova 1954. Ophiacantha nutrix ingår i släktet Ophiacantha och familjen knotterormstjärnor. Inga underarter finns listade i Catalogue of Life.